# 휴 허드
휴 허드(Hugh Hurd, 1925년 1월 1일 ~ 1995년 1월 1일)는 미국의 배우이다.
뉴욕에서 사망하였다.

## 영화
- 스트랩트 (1993년)
- 누가 왕초지? (1993년)
- 점핑 앳 더 본야드 (1992년)
- 죽음의 그림자 (1980년)
- 영향 아래 있는 여자 (1974년)
- 블레이드 (1973년)
- 포 러브 오브 아이비 (1968년)
- 그림자들 (1959년)